# Farol do Cabo Branco
Der Farol do Cabo Branco, deutsch Leuchtturm Weißes Kap, ist ein Leuchtturm (portugiesisch Farol) der Hauptstadt João Pessoa des brasilianischen Bundesstaats Paraíba. 

## Beschreibung

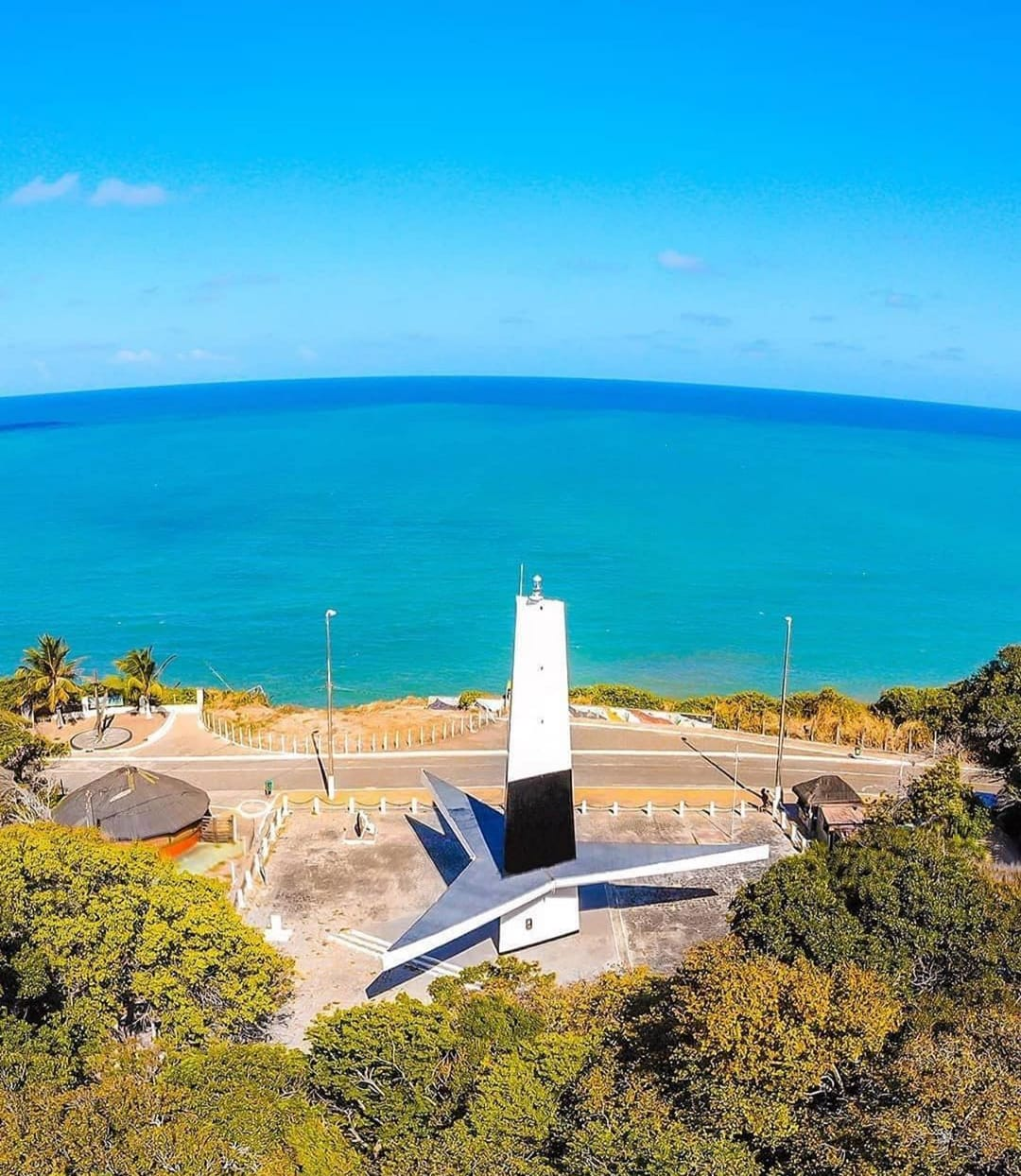
Leuchtturm und Strand von Ponta do Seixas.

Der Architekt Pedro Abraão Dieb aus Paraíba hatte 1972 eine Ausschreibung zu einem Leuchtturm mit dem Entwurf eines dreieckigen Betonturms gewonnen, an dessen unterer Hälfte drei große dreieckige Flächen symmetrisch abstehen, die die Sisalpflanze, einst wichtig für die Wirtschaft dieses Landesteils, stilisiert darstellen sollen. Am 21. April 1972 wurde der Leuchtturm in der Zeit der Militärdiktatur eingeweiht. Errichtet wurde er auf einer Klippe, die inzwischen von Meereserosion bedroht ist.
Die Kennung besteht aus einem weißen Blitz mit einer Wiederkehr von zehn Sekunden (Fl.W.10s), die Reichweite beträgt 27 Seemeilen. Mehrfach wurde das Leuchtsystem erneuert.
Der Farol do Cabo Branco ist ein beliebter Aussichts- und Touristenpunkt, da sich hier auch einst der östlichste Punkt Amerikas befand, der heute aber Ponta do Seixas zugerechnet wird und früher wiederum nur als Cabo Branco bekannt war.